# Marble House
Marble House es una mansión de la Edad Dorada ubicada en 596 Bellevue Avenue en la ciudad de Newport, en la costa del estado de Rhode Island (Estados Unidos). Fue construida entre 1888 y 1892 como un cottage (cabaña) o residencia de verano para Alva y William Kissam Vanderbilt y fue diseñada por Richard Morris Hunt en el estilo Beaux Arts. Era incomparable en opulencia para una casa estadounidense cuando se completó en 1892. Su pórtico en el frente de la fachada se asemeja al de la Casa Blanca.
La casa se agregó al Registro Nacional de Lugares Históricos en 1971 y fue designada Monumento Histórico Nacional en 2006. Ahora está abierto al público como museo administrado por la Preservation Society of Newport County.

## Historia
La mansión fue construida como una "casa de campo" de verano entre 1888 y 1892 para Alva y William Kissam Vanderbilt. Fue un hito social que ayudó a desencadenar la transformación de Newport de una colonia veraniega relativamente relajada de casas de madera en el ahora legendario centro turístico de opulentos palacios de piedra. La mansión de cincuenta habitaciones requería un personal de 36 sirvientes, incluidos mayordomos, doncellas, cocheros y lacayos. La mansión costó 11 millones (equivalente a 313 millones en 2019 ) de los cuales 7 millones se gastaron en 14 000 m³ de mármol. Cornelius Vanderbilt II posteriormente construyó el más grande de los cottages de Newport, The Breakers, entre 1893 y 1895.

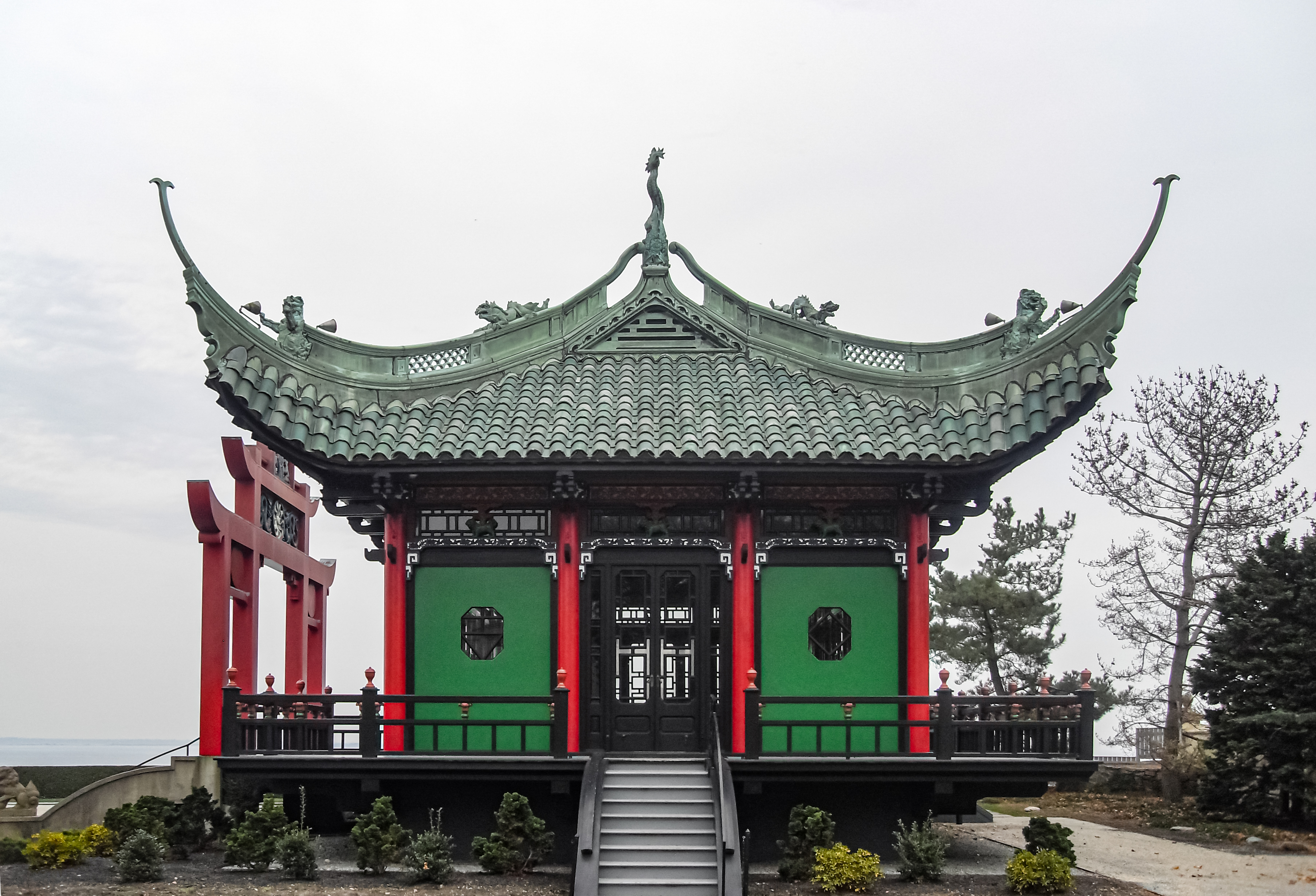
La casa de té china, inspirada en los templos de la dinastía Song del.

Cuando Alva Vanderbilt se divorció de William en 1895, ya era propietaria absoluta de Marble House, y la recibió como regalo de su 39 cumpleaños. Tras su nuevo matrimonio en 1896 con Oliver Hazard Perry Belmont, se mudó calle abajo a la mansión de Belmont, Belcourt. Después de su muerte, reabrió Marble House y agregó la Casa de Té China en el acantilado junto al mar, donde organizó mítines por el sufragio femenino.
Alva Belmont cerró la mansión de forma permanente en 1919, cuando se trasladó a Francia para estar más cerca de su hija, Consuelo Balsan. Allí dividió su tiempo entre una casa de París, una villa en la Riviera y el castillo de Augerville, que restauró. Vendió la casa a Frederick H. Prince en 1932, menos de un año antes de su muerte. Durante más de 30 años, la familia Prince ocupó cuidadosamente la casa durante la temporada de verano de Newport, haciendo un esfuerzo especial para dejar la gran mayoría del interior intacto como los Vanderbilt habían planeado originalmente. Un evento notable que ocurrió en Marble House durante la residencia de la familia Prince fue el famoso Tiffany Ball en julio de 1957, patrocinado por Tiffany & Company y celebrado a beneficio de la relativamente nueva Preservation Society of Newport County. 
Celebrado hasta altas horas de la madrugada, el baile dio la bienvenida a invitados de renombre internacional, incluidos el entonces senador John F. Kennedy y su esposa, Jacqueline Bouvier Kennedy, los E. Sheldon Whitehouse, los Astor, y el Conde Anthony y la Condesa Sylvia Szapary de la familia Vanderbilt. Durante sus ocupaciones de verano, para ayudar a preservar la integridad de los famosos interiores de Marble House, los Prince residían principalmente en cuartos más pequeños en el tercer piso del edificio, que anteriormente se había utilizado para vivienda del servicio doméstico durante la época de los Vanderbilt. En 1963, la casa fue adquirida por Prince Trust, con fondos proporcionados por Harold Stirling Vanderbilt, el hijo menor del matrimonio Vanderbilt. A través de Prince Trust, la familia Prince donó prácticamente todos los muebles originales de la casa directamente a la Preservation Society.
La mansión se agregó al Registro Nacional de Lugares Históricos el 10 de septiembre de 1971. El Departamento del Interior lo designó como Monumento Histórico Nacional el 17 de febrero de 2006. El distrito histórico de Bellevue Avenue, que incluye Marble House y muchas otras mansiones históricas de Newport, fue agregado al Registro el 8 de diciembre de 1972 y posteriormente designado como Distrito Histórico Nacional el 11 de mayo de 1976.

## Diseño

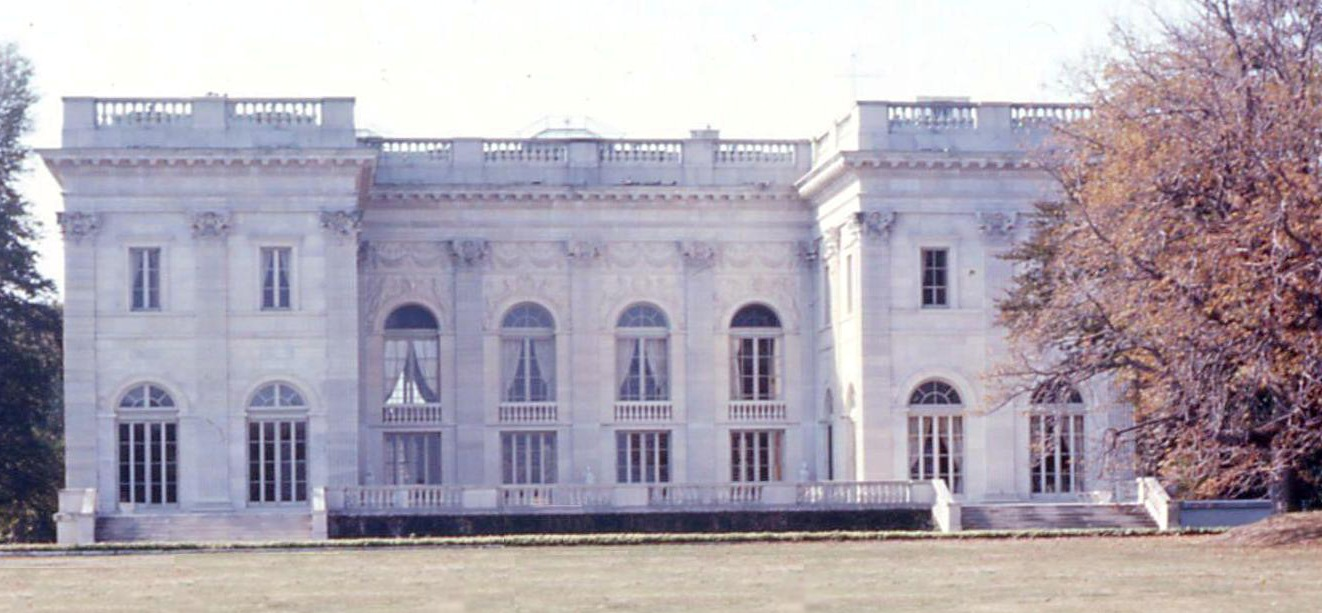
La fachada trasera da a oriente, es decir hacia el océano Atlántico.

Marble House, uno de los primeros ejemplos de arquitectura Beaux-Arts en los Estados Unidos, está vagamente inspirado en el Petit Trianon del Palacio de Versalles. Jules Allard and Sons de París, contratados por primera vez por los Vanderbilt para diseñar algunos de los interiores de su Petit Chateau en la Quinta Avenida de Manhattan, diseñaron los interiores de inspiración francesa de Marble House. Los terrenos fueron diseñados por el arquitecto paisajista Ernest W. Bowditch.
La mansión tiene forma de U y, si bien parece tener dos pisos, en realidad tiene cuatro niveles: la cocina y otras áreas de servicio están ubicadas en el sótano; las salas de recepción están en la planta baja; las habitaciones están en el segundo piso; y los cuartos de servicio están en el tercer piso oculto. Los muros de carga son de ladrillo, con sus lados exteriores revestidos en mármol blanco de Westchester, que Hunt detalló a la manera de la arquitectura neoclásica francesa de los siglos XVII y XVIII.
La fachada de la mansión presenta vanos que están definidos por pilastras corintias de dos pisos. Estos enmarcan ventanas de arco en la planta baja y rectangulares en la segunda en la mayor parte de la fachada. Una rampa curva de mármol para carruajes, con una fuente semicircular con máscaras grotescas, se extiende por toda la fachada occidental. Las máscaras sirven como surtidores de agua. El centro de esta fachada, frente a la avenida Bellevue, tiene un monumental pórtico corintio tetrástilo. Las fachadas norte y sur coinciden con las del oeste en diseño básico. La fachada este, frente al Océano Atlántico, se divide en un ala a cada lado. Estas alas encierran una terraza de mármol y están rodeadas por una balaustrada de mármol en el nivel de la planta baja. La parte central insertada de esta fachada se diferencia de las demás, con cuatro tramos de puertas en la planta baja rematadas por las ventanas en arco del segundo piso.

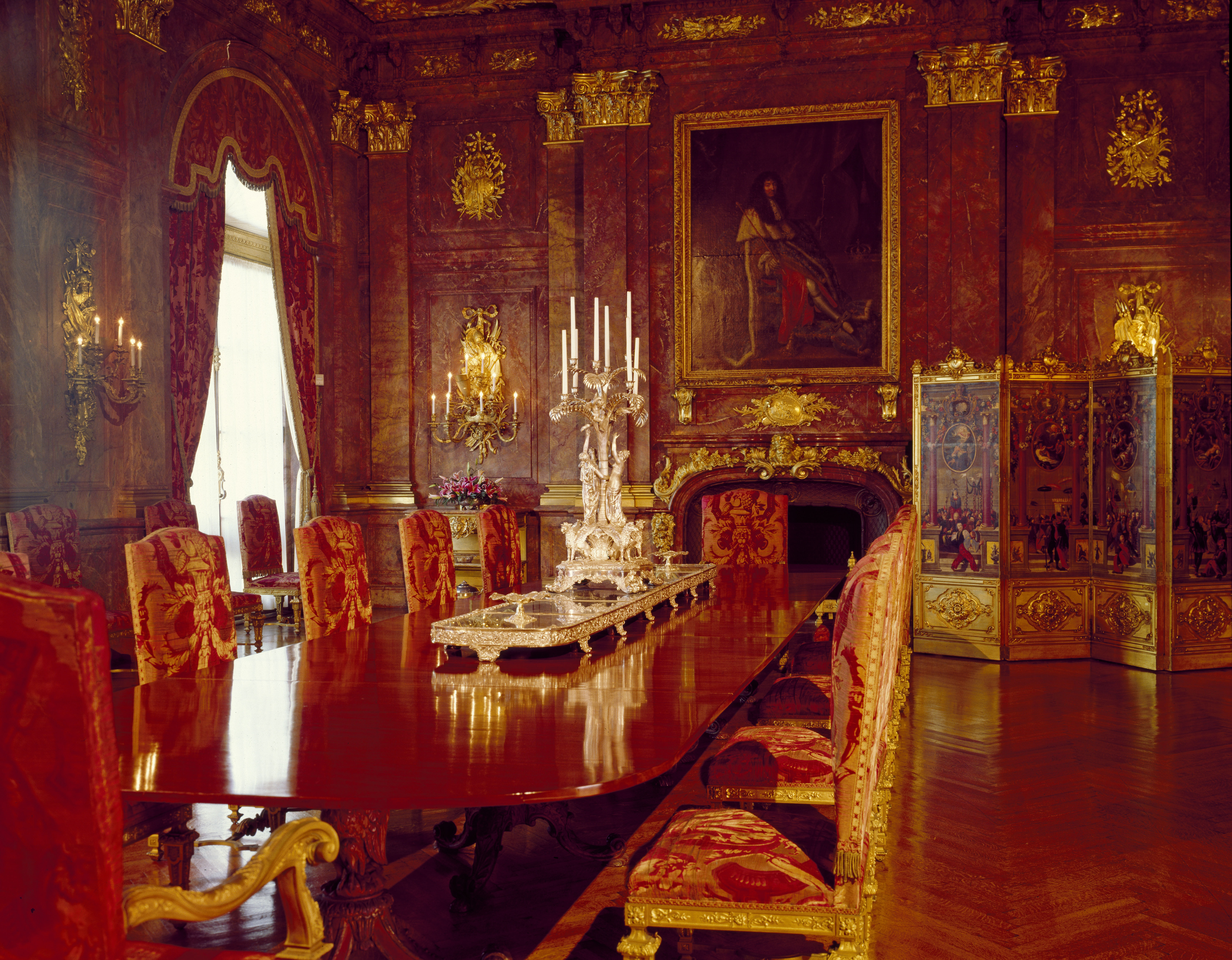
El comedor, con mármol numidiano rosa y capiteles y trofeos de bronce dorado.

El interior cuenta con varias habitaciones notables. La entrada a la mansión se realiza a través de una de las dos puertas de estilo barroco francés, cada una de las cuales pesa una tonelada y media. Ambas están adornadas con el monograma "WV" engastado en un medallón ovalado. Fueron hechas en John Williams Bronze Foundry en Nueva York. The Stair Hall es una habitación de dos pisos que cuenta con paredes y una gran escalera de mármol amarillo de Siena, con una barandilla de escalera de hierro forjado y bronce dorado. La barandilla se basa en modelos de Versalles. Un techo veneciano del siglo XVIII con dioses y diosas adorna el techo.
El arquitecto Richard Morris Hunt contrató a Giuseppe Moretti para producir los frisos de mármol y las estatuas del interior, incluido el trabajo en los bajorrelieves de Hunt y Jules Hardouin Mansart, el arquitecto maestro de Luis XIV durante la construcción del Palacio de Versalles; y que estaban uno al lado del otro en el entrepiso de la escalera. El Gran Salón, diseñado por Allard and Sons, sirvió como salón de baile y sala de recepción. Diseñado en estilo Luis XIV, cuenta con tapicería y cortinas de terciopelo de corte de seda verde. Los originales fueron realizados por Prelle. Las paredes son de madera tallada y paneles dorados que representan escenas de la mitología clásica, inspirados en los paneles y trofeos que adornan la Galería de Apolo del Louvre. El techo presenta una pintura francesa del siglo XVIII a la manera de Pietro da Cortona que representa a Minerva, con un marco adaptado del techo del Dormitorio de la Reina en Versalles.
La Sala Gótica, de estilo neogótico, fue diseñada para exhibir la colección de objetos decorativos medievales y renacentistas de Alva Vanderbilt. La chimenea de piedra de la habitación fue copiada por Allard and Sons de la casa Jacques Cœur en Bourges. El mobiliario fue de Gilbert Cuel. La biblioteca es de estilo rococó. Sirvió como sala de estar y biblioteca. Las puertas y librerías, en nogal tallado, fueron una colaboración entre Allard y Cuel. El comedor cuenta con capiteles y trofeos de mármol numidiano rosa y bronce dorado. La chimenea es una réplica de la del Salón de Hércules de Versalles. El techo está decorado con pinturas con motivos de caza y pesca, con un techo francés del siglo XVIII en el centro. El dormitorio de la señora Vanderbilt, en el segundo piso, es de estilo Luis XIV. El techo de esta estancia está adornado con una pintura circular de Atenea, pintada alrededor de 1721 por Giovanni Antonio Pellegrini. Originalmente estaba en la biblioteca del Palazzo Pisani Moretta en Venecia.

## Escenario de películas
Los interiores de la mansión han aparecido en varias películas o series de televisión. Se rodaron en Marble House escenas de las películas El gran Gatsby, Amistad y 27 vestidos.

## Galería

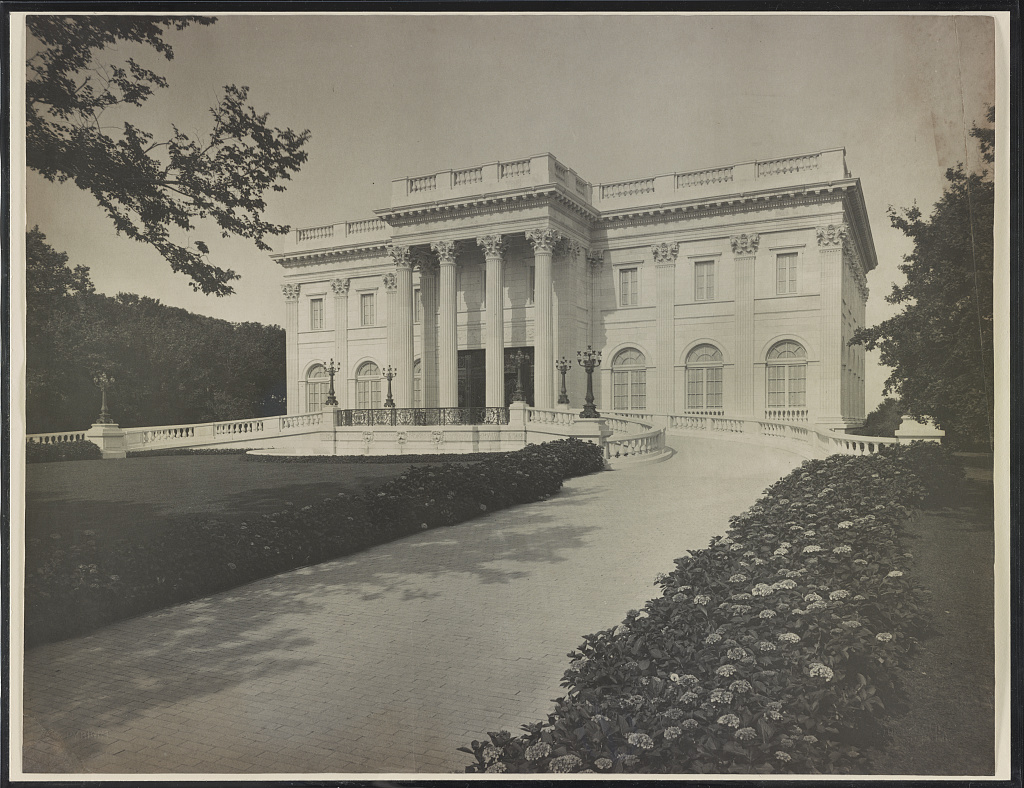
En 1895.
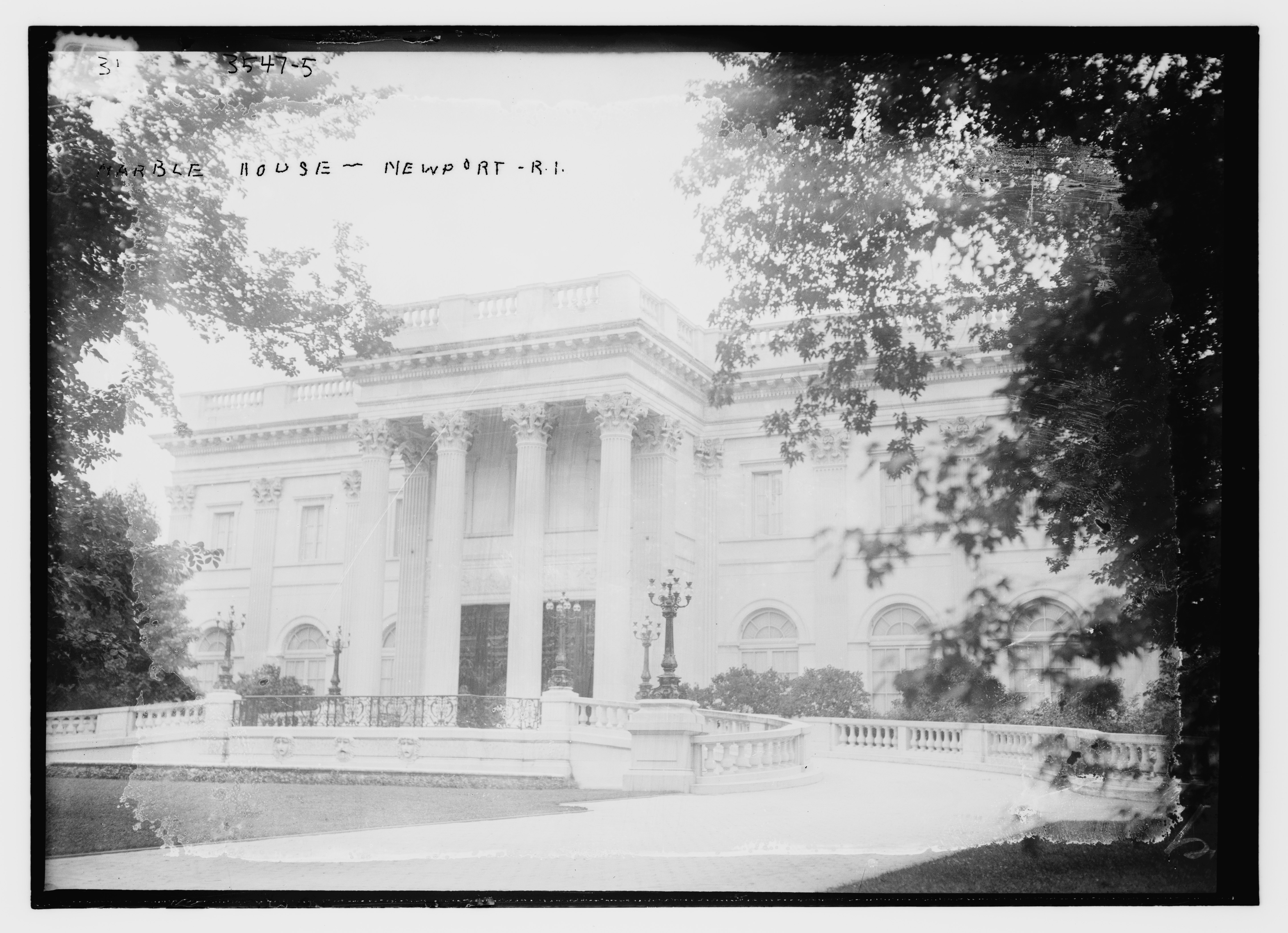
En 1910.
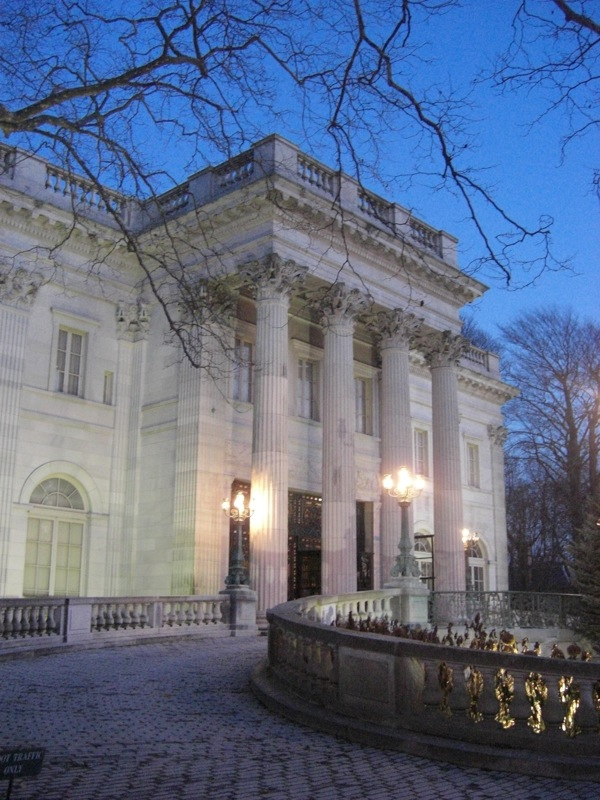
En 2008.
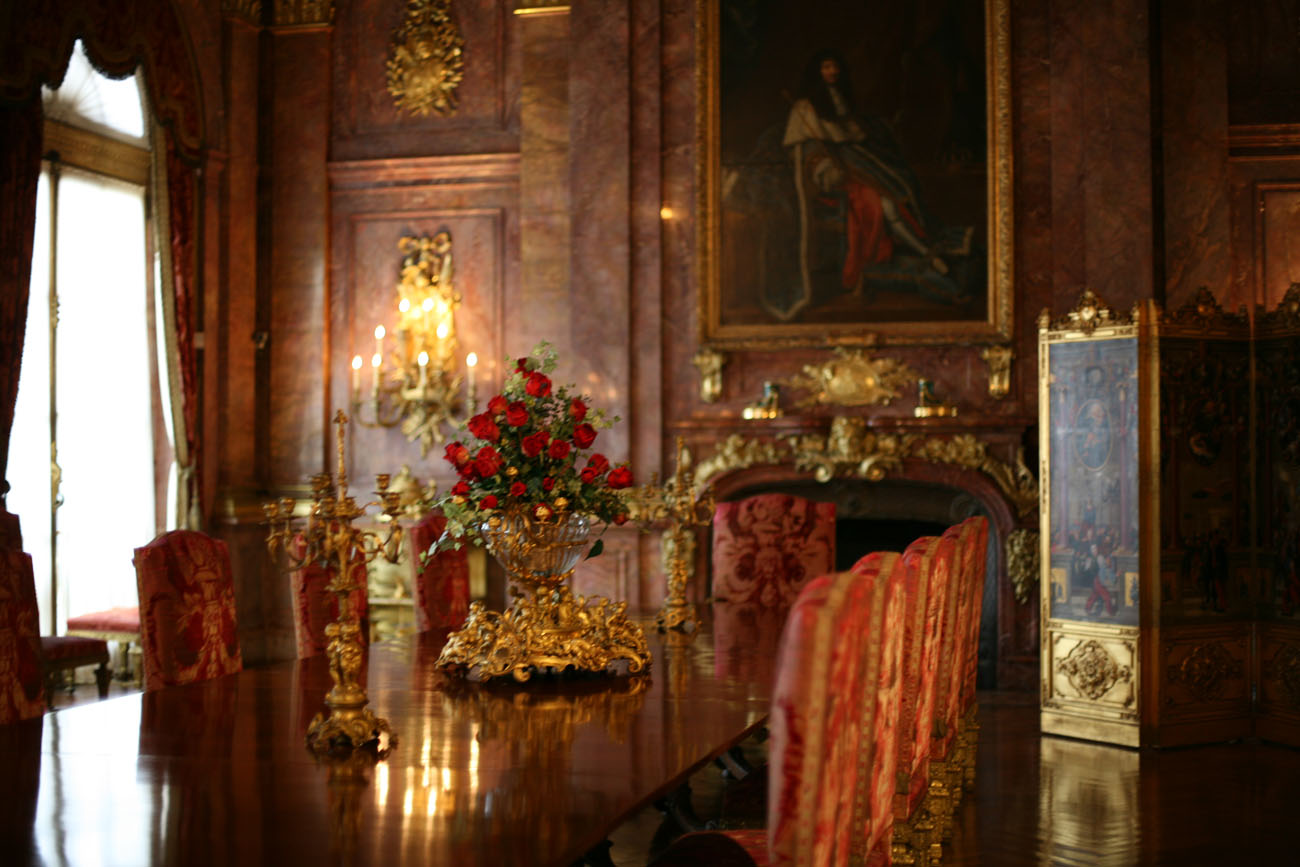
El comedor.
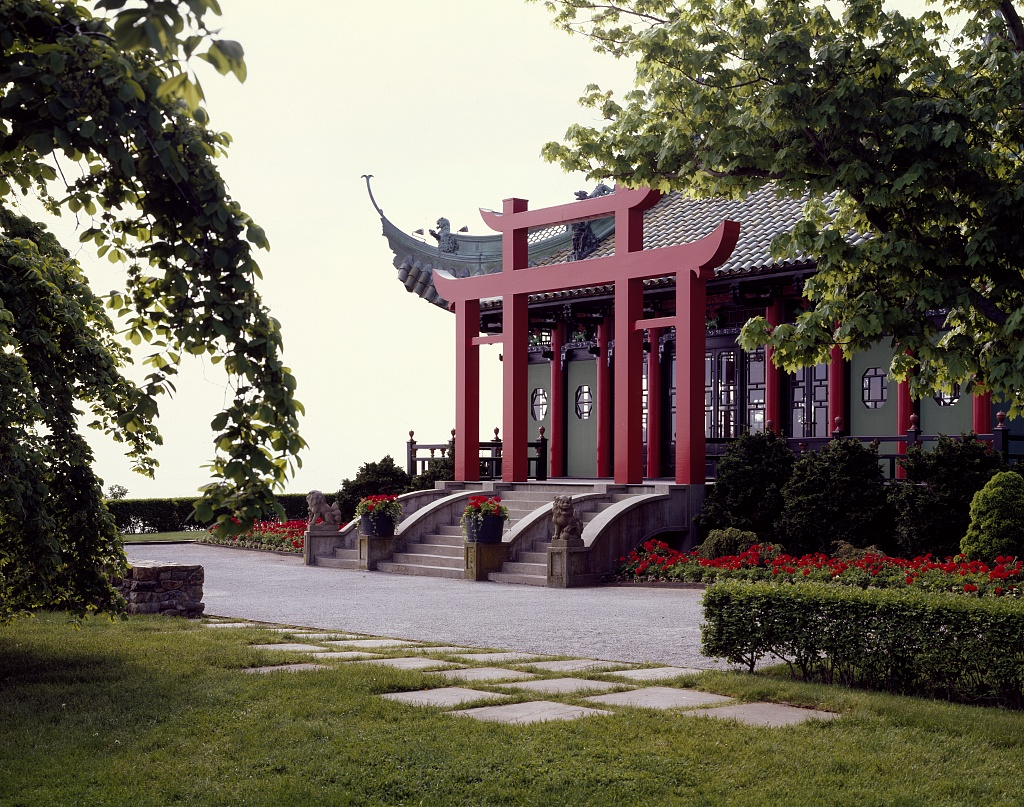
La casa de té.
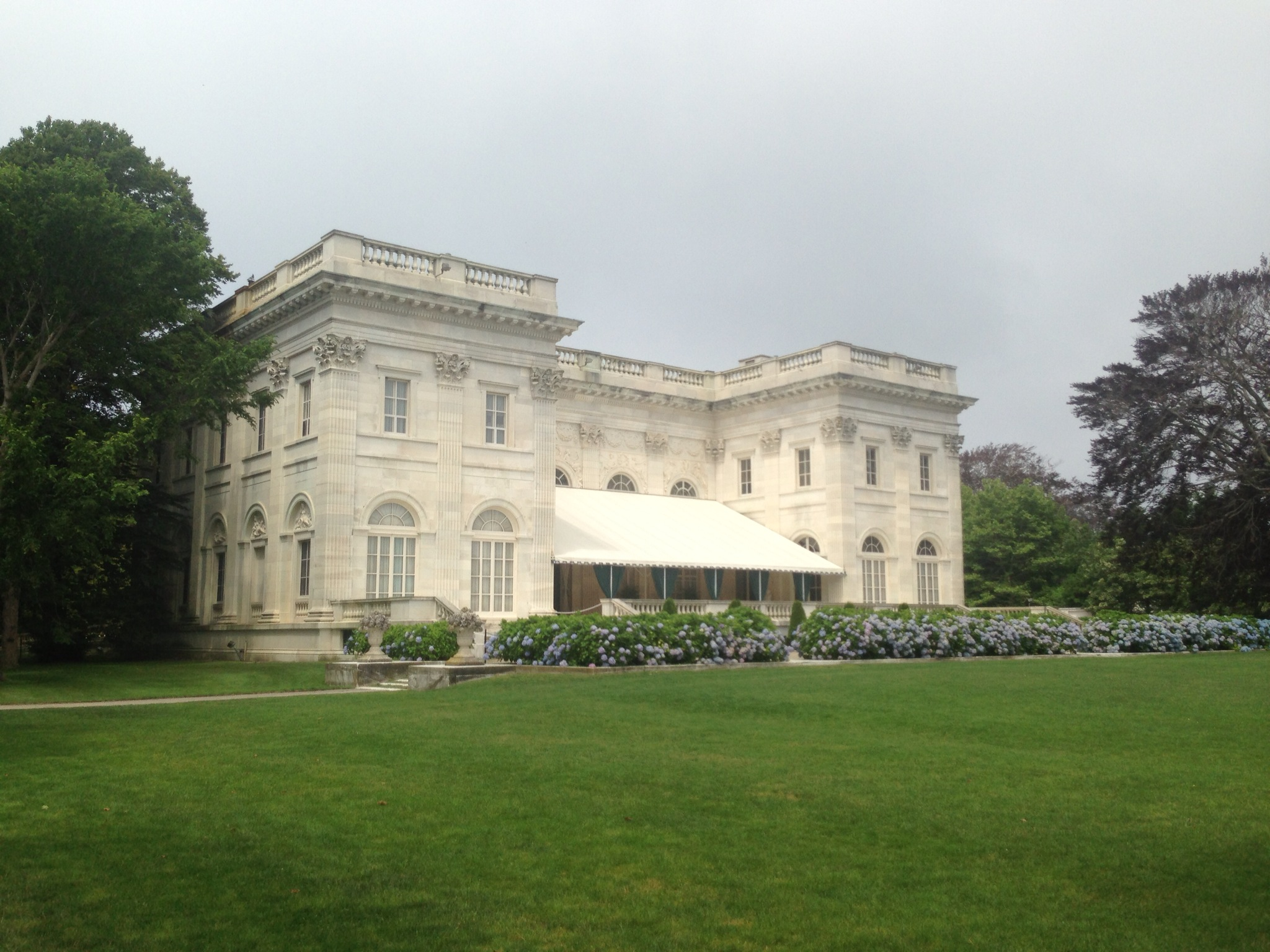
La fachada trasera en 2013.